# Anolis rudokrký
Anolis rudokrký (Anolis carolinensis) je druh anolise, který byl objeven v roce 1832. Podle Mezinárodního svazu ochrany přírody (IUCN) je málo dotčený.

## Rozšíření
Je rozšířený v jihovýchodní části USA, Mexiku, ve Střední Americe a na Bahamách.

## Popis
Anolis rudokrký je malý až středně velký ještěr se štíhlým tělem. Má dlouhou zašpičatěnou hlavu s hřebínky mezi očima a čumákem a menšími na vrcholu hlavy. Nohy mají přísavné plošky, které usnadňují lezení. Projevuje se u něj pohlavní dimorfismus, samci bývají až o 15 procent větší. Samčí hrdelní vak je červený a třikrát větší než samičí, který je bílý.
Dospělí samci obvykle dorůstají délky 12,5 až 20 centimetrů, přičemž asi 60–70 % této délky tvoří ocas. Tělo bývá dlouhé do 7,5 cm a může mít hmotnost mezi 3–7 gramy.